# Sylvain Durif
Pour les articles homonymes, voir Durif (homonymie).
Sylvain Durif (ou Sylvain Pierre Durif) est une personnalité célèbre sur l'internet français, connue pour avoir diffusé des vidéos sur YouTube, notamment entre 2011 et 2012. Il affirmait, entre autres, être le « Grand Monarque », le « Christ Cosmique ». Il se présente aussi comme étant le président de la gouvernance pacifique, planétaire et cosmique Elvita, le président de la France et de tous les pays sur Terre et dans le Cosmos.

## Biographie
Sylvain Durif est originaire de l'Ain, dans la petite commune de Nantua. Il réside à Bugarach jusqu'en 2017,,,.
Il crée en 2004 une entreprise Elvita dans l'édition de logiciels applicatifs.
Depuis 2017, il vit au Sénégal à Toubab Dialo.

### Présence médiatique
En décembre 2012, lors de la venue de près de 250 journalistes à Bugarach, pour la fin du calendrier maya, pour les histoires ésotériques et mystiques du lieu, il se fait remarquer par ses propos,,,,,,.
À la suite de ses apparitions médiatiques remarquées, et du relais qu'ont eu ses interventions sur internet, il est qualifié de « personnage le plus célèbre de Bugarach » par Libération.
Le maire de Bugarach, Jean-Pierre Delord, le décrit en ces mots : « Le triste comique ? Ah oui, lui, c'est du lourd ! C'est un prédicateur, vraiment haut perché ... ».

#### Discours mystique
Interrogé par les journalistes, il déclare incarner « l'énergie du Christ cosmique » annoncée par « Nostradamus » et se nommer « Oriana », « Sylvanus », « l'Homme vert », « Merlin l'enchanteur », « le Grand Monarque » ou bien encore le « Christ cosmique ».
Au travers de sa société Elvita, il crée des projets qui permettront par exemple de bâtir une « cité de lumière » afin de répandre la « paix sur terre et dans le cosmos »,. Par ailleurs, il affirme avoir des pouvoirs de guérisons comme Jésus.
Il explique l’existence d'une vie souterraine sur Terre, expliquant qu'il y avait « un réseau de cités de lumières appelé Réseau Agartha ».
Il précise qu'il « [n'est] pas le leader d'un culte sectaire ».

### Moqueries et usurpation
Sa présence sur internet l'a exposé à diverses critiques sur son physique, sa manière de s'exprimer ou encore ses idées, lui valant une réputation de « doux dingue ». Le vidéaste Amixem en a fait une vidéo intitulé « Analysons l'homme le plus perché du monde » et le hackeur Ulcan l'a harcelé et a essayé de lui soutirer 10 000 euros.
Son identité sur internet est régulièrement usurpée, comme pour annoncer sa prétendue mort. Des groupes Facebook sont créés et répandent de fausses rumeurs,.

### Conditions de vie
Sylvain Durif vit dans des conditions précaires. Lors d'un voyage qu'il aurait fait au Québec, il aurait vécu dans la rue, dormant dans des refuges pour sans-abri la nuit.
Dans son intention de « sauver l'humanité », il est entravé par des problèmes financiers et essaye de monnayer ses interviews.

### Candidature à des élections politiques

#### Élections locales
En 2013, il est candidat aux élections municipales dans la ville d’Arques, proche de Bugarach,.
En 2014, il se porte candidat aux élections départementales françaises de 2015 dans le canton de Couiza. Sa candidature n'aboutit pas.

#### Élection présidentielle
En 2016, il déclare son intention de se présenter à l'élection présidentielle française,. Il est alors interrogé par plusieurs médias qui relatent sa déclaration de candidature,,,. Il présente son programme sur Facebook.
Son principal projet est d'« instaurer le paradis en tant que dernier roi de France et dernier pape ». Il souhaite par ailleurs « apporter la paix sur Terre et dans le cosmos afin d’instaurer le paradis ».
Il accuse le site Nordpresse d'avoir « sabordé ses chances aux élections » en prenant ses idées avec humour.
Il n'obtient pas les 500 parrainages nécessaires pour participer à l'élection.

## Controverses et prises de position
Il alimente un narratif complotiste, et accuse les politiques d'être infiltrés par les reptiliens, mais ses discours sont reçus par le public sous le registre de la blague.
Il pense ainsi que les attentats du 13 novembre 2015 sont « l’œuvre du gouvernement français qui prête allégeance au réseau des illuminatis ».